# Magna Plaza (Ámsterdam)

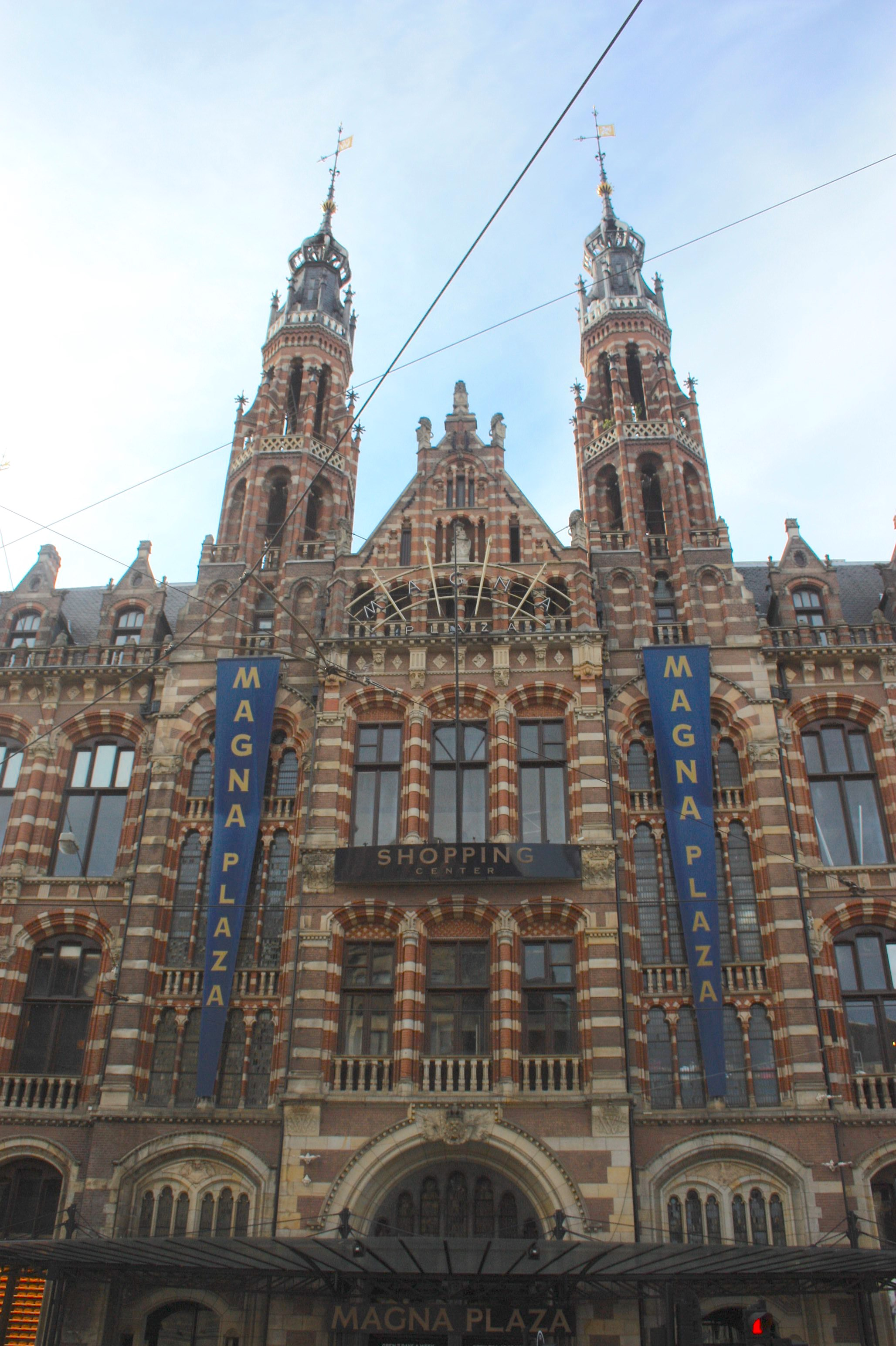
Entrada Entrada y torre central, Magna Plaza (2018)

El Magna Plaza, anteriormente Oficina Central de Correos de Ámsterdam (en neerlandés: voormalige Amsterdamse Hoofdpostkantoor), es un centro comercial que ocupa el edificio monumental situado en Nieuwezijds Voorburgwal 182 en Ámsterdam, Países Bajos. Fue construido entre 1895 y 1899 en estilo neogótico y neorrenacentista . El edificio ha sido declarado rijksmonument (monumento nacional neerlandés) desde el 9 de julio de 1974 (n.º 5989) y forma parte de los 100 mejores sitios del patrimonio neerlandés.

## Construcción
La Oficina de Correos de Ámsterdam se construyó entre 1895 y 1899, según el diseño de Cornelis Peters (Cornelis Hendrik Peters). Sustituyó a la Oficina de Correos Real de 1854, diseñada por Frederik Willem Conrad (1800-1870) y Cornelis Outshoorn, y sirvió como galería poco antes de ser derribada en 1897.

## Exterior
El exterior está profusamente decorado con ladrillos policromados con detalles en piedra labrada, incluidos los marcos de todas las ventanas y puertas. A lo largo de los bordes del tejado hay una gran cantidad de buhardillas, cada una con su propio gablete escalonado . Debido a las coronas en forma de pera en la parte superior de las torres, el edificio recibe el nombre coloquial de "Perenburg".

## Interior
El interior del edificio consta de un sala central con galerías en dos plantas superiores, rodeado de arcadas y coronado por un techo corredizo. La función pública del edificio se limitaba a la planta baja, mientras que el resto del edificio sólo era accesible al personal de la PTT, entonces la agencia nacional de correos, telégrafos y teléfonos. En 1987, la PTT anunció su intención de desalojar el edificio y lo vendió al año siguiente por 7,5 millones de florines (unos 3,2 millones de euros) a Larmag, un promotor inmobiliario sueco, que pretendía reutilizar el edificio como centro comercial de lujo. El mantenimiento y el uso óptimo del edificio monumental fue un criterio principal. La construcción comenzó en febrero de 1991. Los trabajos exteriores se limitaron principalmente a la limpieza, reparación y restauración de las fachadas. El interior del edificio fue completamente reconstruido, manteniendo las estructuras portantes y los elementos decorativos.

## Renovación y centro comercial
Los trabajos se retrasaron debido a problemas técnicos inesperados; hubo que sustituir los cimientos del edificio y se descubrió que varias de las vigas estaban huecas. Los pisos del nuevo centro comercial se conectaron mediante escaleras mecánicas y ascensores. Se mantuvieron las escaleras existentes, dos como escaleras de emergencia y una como escalera pública. Se crearon espacios de oficina en el ático. La renovación estuvo a cargo de  H.J.M. (Hans) Ruijssenaars.. El centro comercial Magna Plaza, que lleva el nombre del director general de Larmag, Lars-Erik Magnusson, se abrió finalmente al público el 17 de agosto de 1992.
En 2016, DPM Group vendió Magna Plaza a inversores institucionales de Europa e Israel con un precio de compra estimado en alrededor de 63,5 millones de euros.
La superficie bruta alquilable para venta minorista es de 5589 m² y hay además 1420 m² de espacio de oficina.

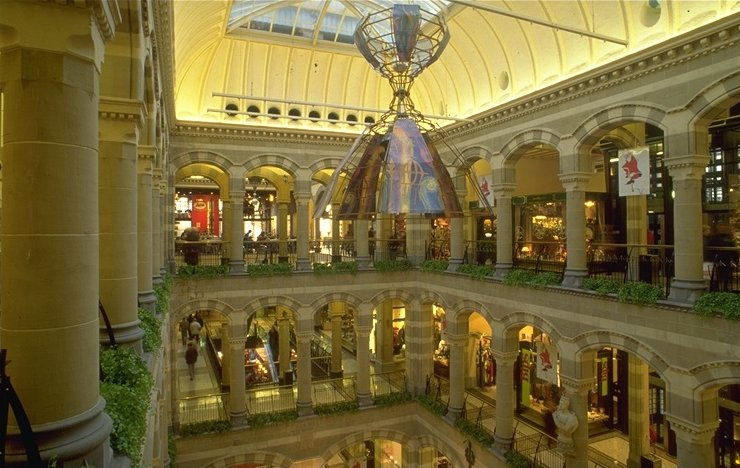
La gran sala del Magna Plaza, alrededor de 2007
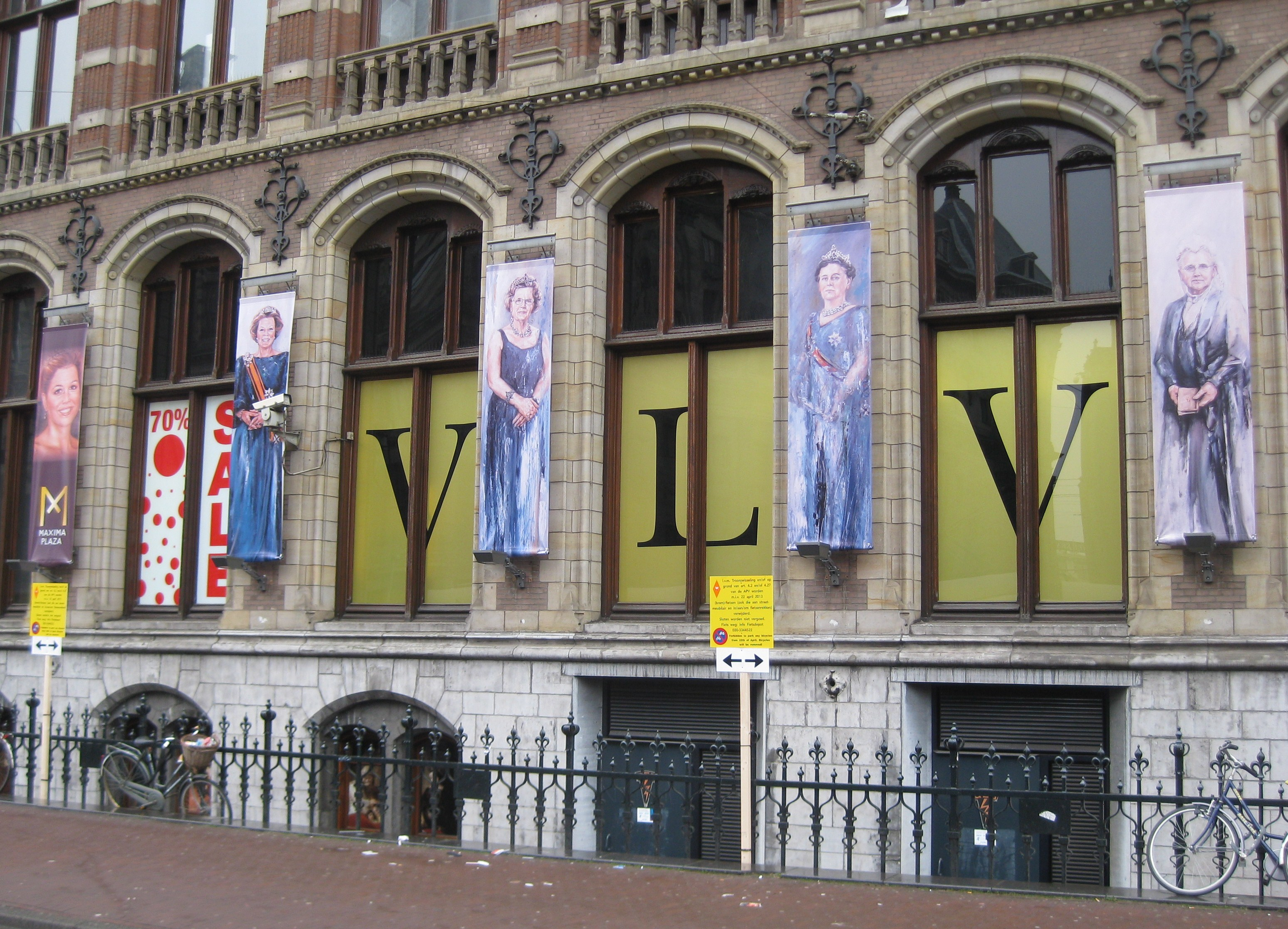
Decoraciones durante la coronación del rey Guillermo Alejandro de los Países Bajos, 2013
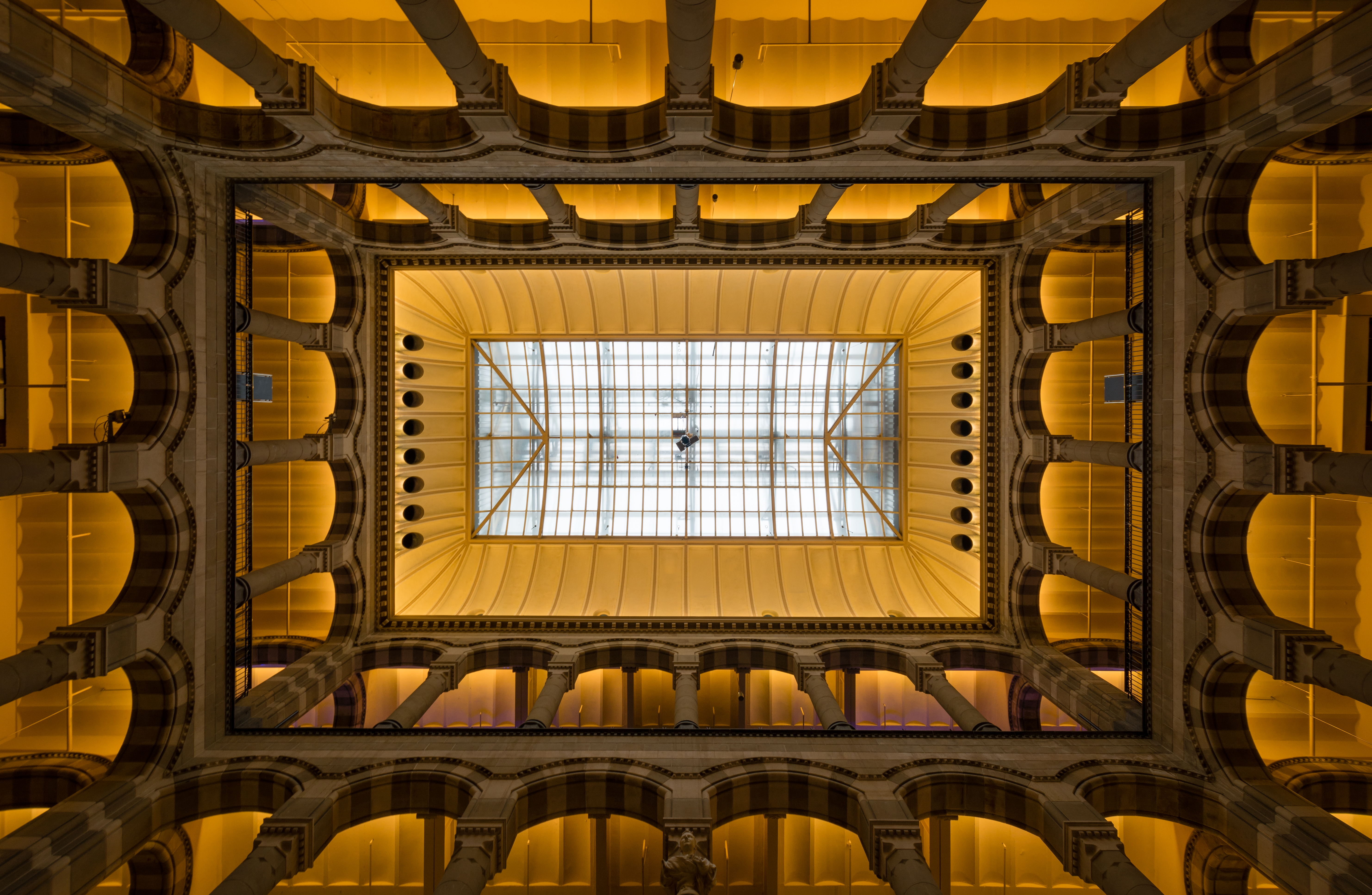
Vista interior de la Magna Plaza hasta lo alto con techo alto y arcos, 2014.

## Imágenes históricas

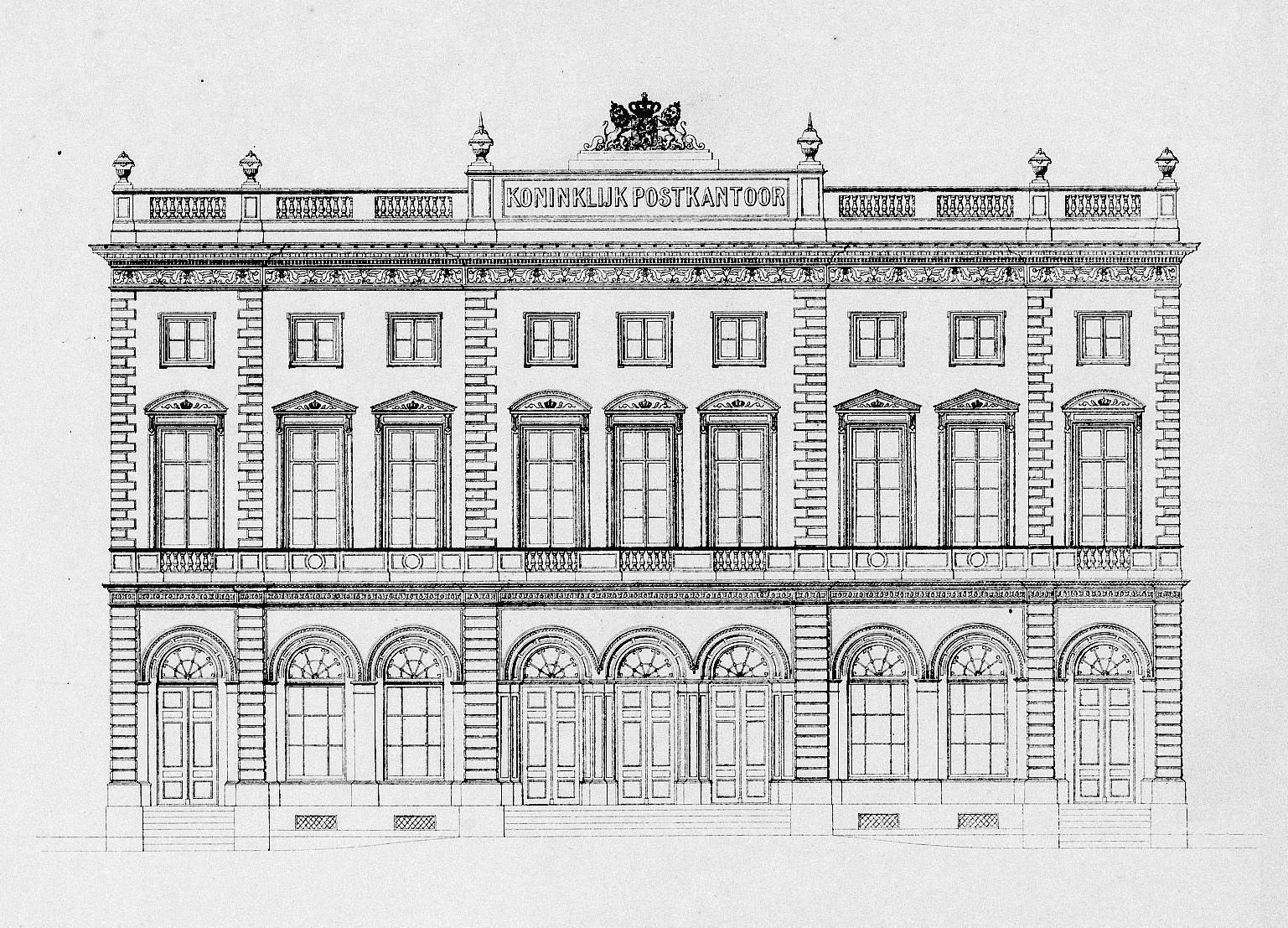
Cornelis Outshoorn (1812-1875) y Frederik Willem Conrad (1800-1870): : dibujo de arquitecto de 1854 de la antigua Oficina Real de Correos en Nieuwezijds Voorburgwal 192, que fue derribada en 1897.
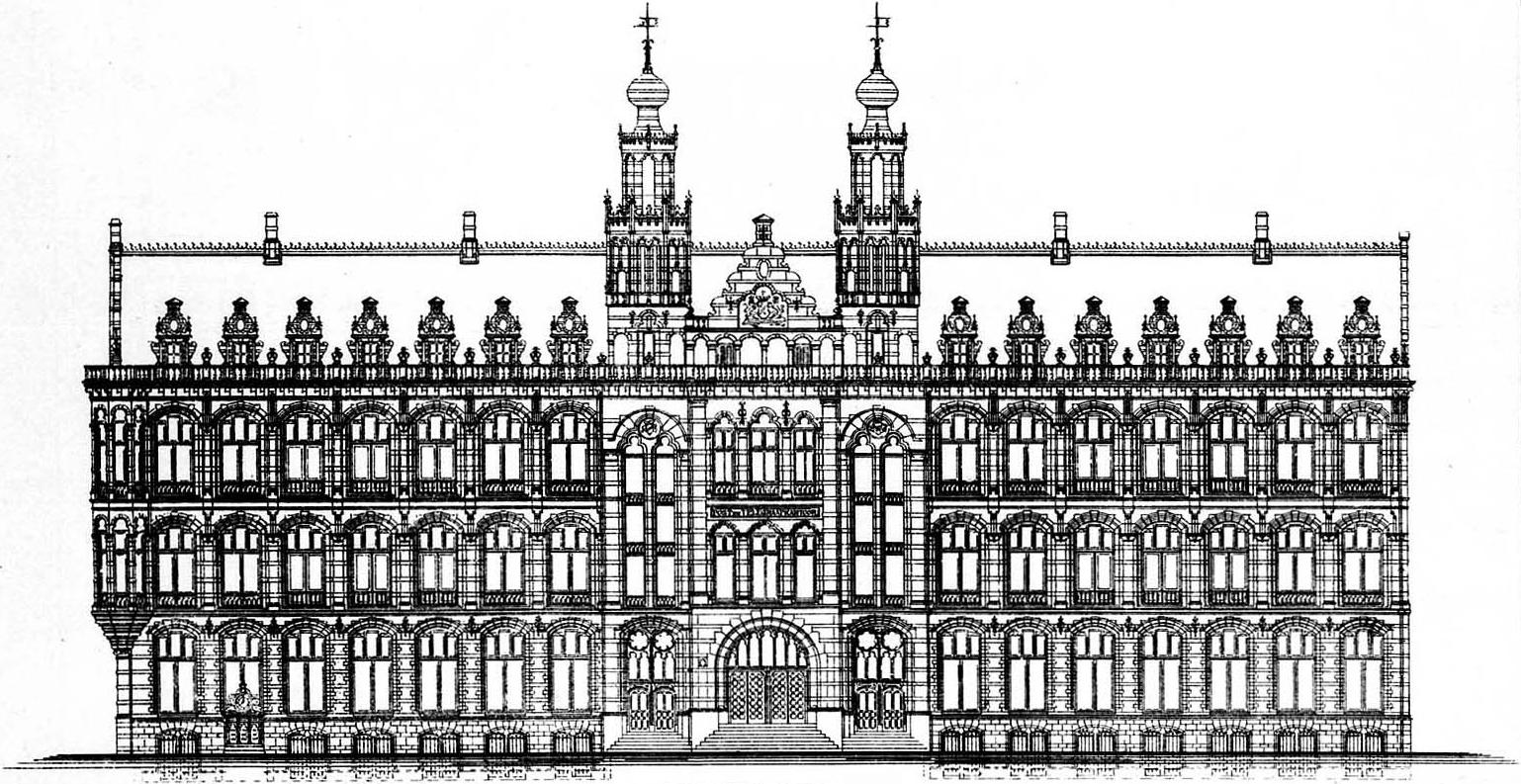
Cornelis Hendrik Peters (1847-1932): Dibujo de arquitecto de la oficina principal de correos vista desde Nieuwezijds Voorburgwal, 13 de julio de 1895.
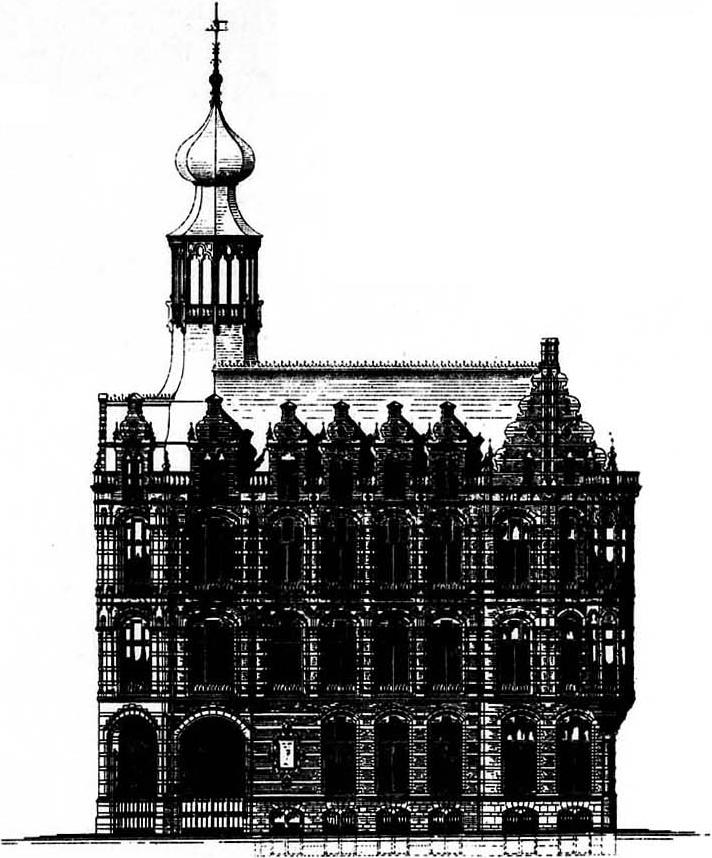
Cornelis Hendrik Peters (1847-1932): dibujo de arquitecto del lateral de la Oficina Principal de Correos visto desde Raadhuisstraat, 13 de julio de 1895.
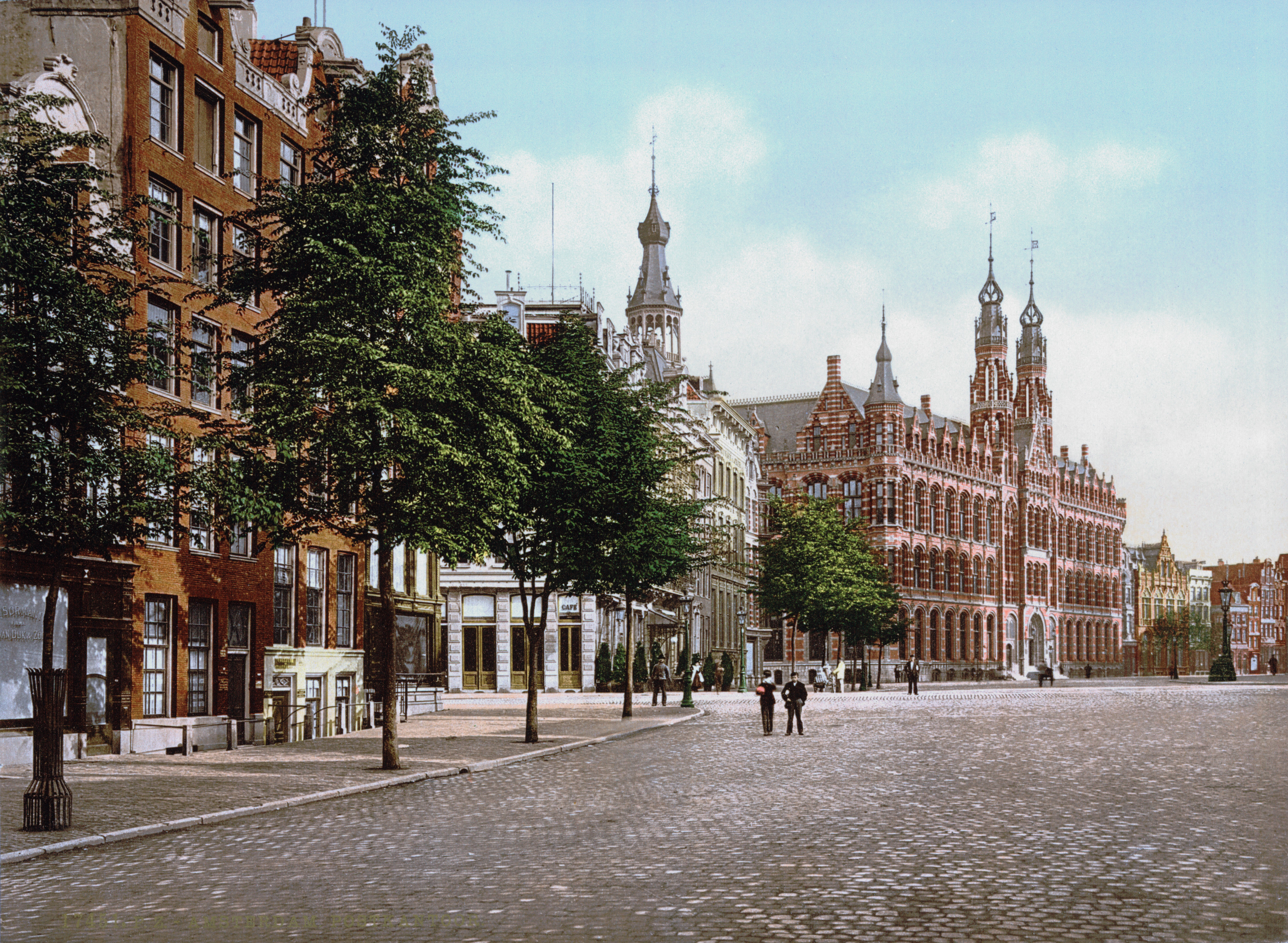
Oficina Central de Correos de Ámsterdam entre 1890 y 1905. Impresión Photochrom (fotolitografía en color).